# Kinitoni Falatau
Kinitoni Falatau (14 novembre 1994) è un calciatore tongano, di ruolo attaccante.

## Carriera

### Club
Nella sua carriera Fino ad ora non ha mai giocato in una squadra di Club.

### Nazionale
Conta 3 presenze con la maglia della Nazionale tongana.